# Claudio Pellegrini (fisico)
Claudio Pellegrini (Roma, 9 maggio 1935) è un fisico italiano.

## Biografia
Si è laureato in fisica nel 1958 Summa cum laude all'Università la Sapienza di Roma. Nel 1965 è diventato libero docente di fisica nella stessa università. Dal 1958 al 1978 ha lavorato ai Laboratori Nazionali di Frascati, studiando in particolare la fisica delle alte energie.
Nei primi anni sessanta ha lavorato al Nordic Institute for Theoretical Physics di Copenaghen sullo studio di una formulazione alternativa della relatività generale per mezzo di campi quaternali, ottenendo tra l'altro una migliore comprensione del complesso energia-momento.
Nel 1978 si è trasferito negli Stati Uniti per lavorare al Brookhaven National Laboratory, dove è diventato direttore associato del centro di ricerca "National Synchrotron Light Source" (NSLS) e codirettore del "Center for Accelerator Physics". Nel 1989 è diventato professore di fisica all'Università della California, che lo ha nominato in seguito Distinguished Professor.
A Brookhaven ha studiato i laser ad elettroni liberi e il loro uso per produrre raggi X duri ad alta intensità e coerenza. Nel 1992 ha proposto la costruzione di un centro per lo studio di tali radiazioni allo Stanford Linear Accelerator Center (SLAC). Nel 2009 è entrato in funzione allo SLAC il Linac Coherent Light Source (LCLS), il primo laser che permette di ottenere impulsi di raggi X duri e coerenti della durata di un femtosecondo e lunghezza d'onda di un Ångström.

## Riconoscimenti
Nel 2011 gli è stato assegnato il Premio Robert R. Wilson dall'American Physical Society.
Nel 2014 ha ricevuto il Premio Enrico Fermi dal Dipartimento dell'energia degli Stati Uniti, con la motivazione: « Per ricerche pionieristiche nello studio dei fasci di elettroni relativistici, e per scoperte innovative che hanno portato allo sviluppo del primo laser a raggi x duri ad elettroni liberi, aprendo nuove prospettive per la scienza. ».
Nel 2017 è stato eletto membro della National Academy of Sciences.